# Régiments de fusiliers commandos de l'air
 (septembre 2020).
Si vous disposez d'ouvrages ou d'articles de référence ou si vous connaissez des sites web de qualité traitant du thème abordé ici, merci de compléter l'article en donnant les références utiles à sa vérifiabilité et en les liant à la section « Notes et références ».
Les régiments de fusiliers commandos de l'air sont des régiments spécialisés appartenant aux forces aériennes algériennes.

## Historique
C'est en 1992 que les premiers régiments de fusiliers commandos de l'air firent leur apparition dans l'armée de l'air algérienne notamment à la suite de la sortie de la première promotion de commandos fusiliers de l'air et sous l’impulsion directe du commandant des forces aériennes algériennes le général-major Benslimani.
Cependant la création d'unités de commandos fusiliers de l'air date des années 1970 avec le projet d'une composante spéciale air qui a été présenté au président Houari Boumédiène.
C'est en 1990 que la formation des premiers fusiliers commandos de l'air a commencé à l'école nationale des techniques de l'air (ENTA) de Blida qui forme également les sous-officiers des forces aériennes algériennes.
Cependant la formation des fusiliers commandos fut transférée au niveau du centre d'instruction des fusiliers de l'air (CIFA) de Méchria.
Actuellement les forces aériennes algériennes comptent 6 régiments de fusiliers commandos de l'air ainsi que des bataillons de fusiliers de l'air pour la protection des bases aériennes.

## Organisation
Il y a actuellement 8 régiments de fusiliers commandos de l'air réparti entre les différentes régions militaires en Algérie.
- 772e Régiment de fusiliers commandos de l'air d'Aïn Oussara
- 782e Régiment de fusiliers commandos de l'air de Laghouat
- 783e Régiment de fusiliers commandos de l'air
- 701e Régiment de fusiliers commandos de l'air
- 751e Régiment de fusiliers commandos de l'air
- 757e Régiment de fusiliers commandos de l'air
- 761e Régiment de fusiliers commandos de l'air
- 745e Régiment de fusiliers commandos de l'air.

Ces régiments sont les fers-de-lance de des Forces aériennes algériennes, ils ont beaucoup participé à la lutte antiterroriste durant la décennie noire, notamment avec des opérations en montagne, et ils participent toujours aussi massivement à la lutte antiterroriste actuellement.
Les forces aériennes algériennes possèdent donc 8 régiments de fusiliers commandos de l'air et des bataillons de fusiliers de l'air qui sont présents sur les bases aériennes de l'armée algérienne.
De plus les commandos de l'air ont des unités spécialisées comme des unités cynophiles.  

## Missions
Les fusiliers commandos de l'air ont pour mission :
- Des missions de reconnaissance ou RTPA (reconnaissance de terrains pour les poser d’assaut)
- Le renseignement humain
- L'appui aérien
- La recherche et sauvetage au combat
- Le tir embarqué à partir d'hélicoptère
- La recherche de matière explosive ou d'armement par les équipes cynophiles
- Le contre-terrorisme et la libération d'otages
- La neutralisation
- Le sabotage
- La saisie et la remise en œuvre de zones aéroportuaires

- La reconnaissance ou la destruction d'objectifs dans la profondeur

Tandis que les bataillons de fusiliers de l'air ont pour mission :
- La protection et la sécurité du personnel, du matériel et des bases aériennes des Forces aériennes algériennes
- La protection et la défense des points sensibles et des installations de l’armée de l’air algérienne
- La prévention au sein des bases aériennes
- La participation à la prévention et à la lutte contre le terrorisme
- La participation aux opérations antiterroriste et aux détachements opérationnels
- L'intervention et le renfort de protection au profit des points sensibles air
- La participation à l’aide aux forces de sécurité algériennes en cas de catastrophe naturelle

## Formation
Les futurs fusiliers de l'air passent leur formation initiale au centre d'instruction des fusiliers de l'air (CIFA) à Méchria dans le sud algérien où ils seront formés au parachutisme, au maniement des armes, au tir, aux techniques de combat rapproché, au tir depuis des hélicoptères et au combat.
À la suite de leur formation ils seront brevetés fusiliers de l'air et ils intégreront un bataillon de fusiliers de l'air ou leurs principales missions seront la surveillance, la défense et la protection des personnels et des matériels de toutes les unités aériennes et de toutes les bases aériennes.
Quant aux fusiliers commandos, ils devront passer une sélection, des stages et des formations plus poussés au sein des régiments de fusiliers commandos de l'air.
Ils reçoivent donc à ce moment-là une formation de type commando comme leurs homologues parachutistes de l'armée de terre.
Si le futur commando réussi sa phase de sélection, il sera formé pendant des mois aux techniques commandos propres aux fusiliers commandos de l'air.

## Armement et équipement

### Armement

#### Arme de poing
- Glock 17
- Caracal

#### Fusil d'assaut
- AKM
- AKMS

#### Fusil mitrailleur
- RPD
- RPK
- PKM

#### Fusil de précision
- Zatsava M93 Black Arrow (en)
- SVD

#### Fusil à pompe
- RS 202P

#### Autres
- RPG 7

### Équipement individuel
- Casque PASGT
- Lunettes de protection
- Treillis de l'armée de l'air algérienne
- Gants de protection
- Genouillères, coudières
- Gilet pare-balles
- Gilet tactique
- Holster de cuisse ou de hanche
- Cagoule

### Autres
- Jumelles de vision nocturnes
- Jumelles thermique, infrarouge etc.
- Organes de visés
- Laser
- Lampe

### Véhicules
- 4X4 Mercedes-Benz Classe G en plusieurs versions (transport de troupes, pick-up, cargo, 4X4 classique etc.)
- Mercedes-Benz Zetros
- Mercedes-Benz Unimog
- SNVI M120

#### Aérien
- Avions de transport des Forces aériennes algériennes
- Hélicoptères de combat Mi171 des Forces aériennes algériennes.